# Стів Джентер
Стів Джентер (англ. Steve Genter, 4 січня 1951) — американський плавець.
Олімпійський чемпіон 1972 року.
Переможець Панамериканських ігор 1971 року.
Призер літньої Універсіади 1970 року.